# Jałowiec grecki

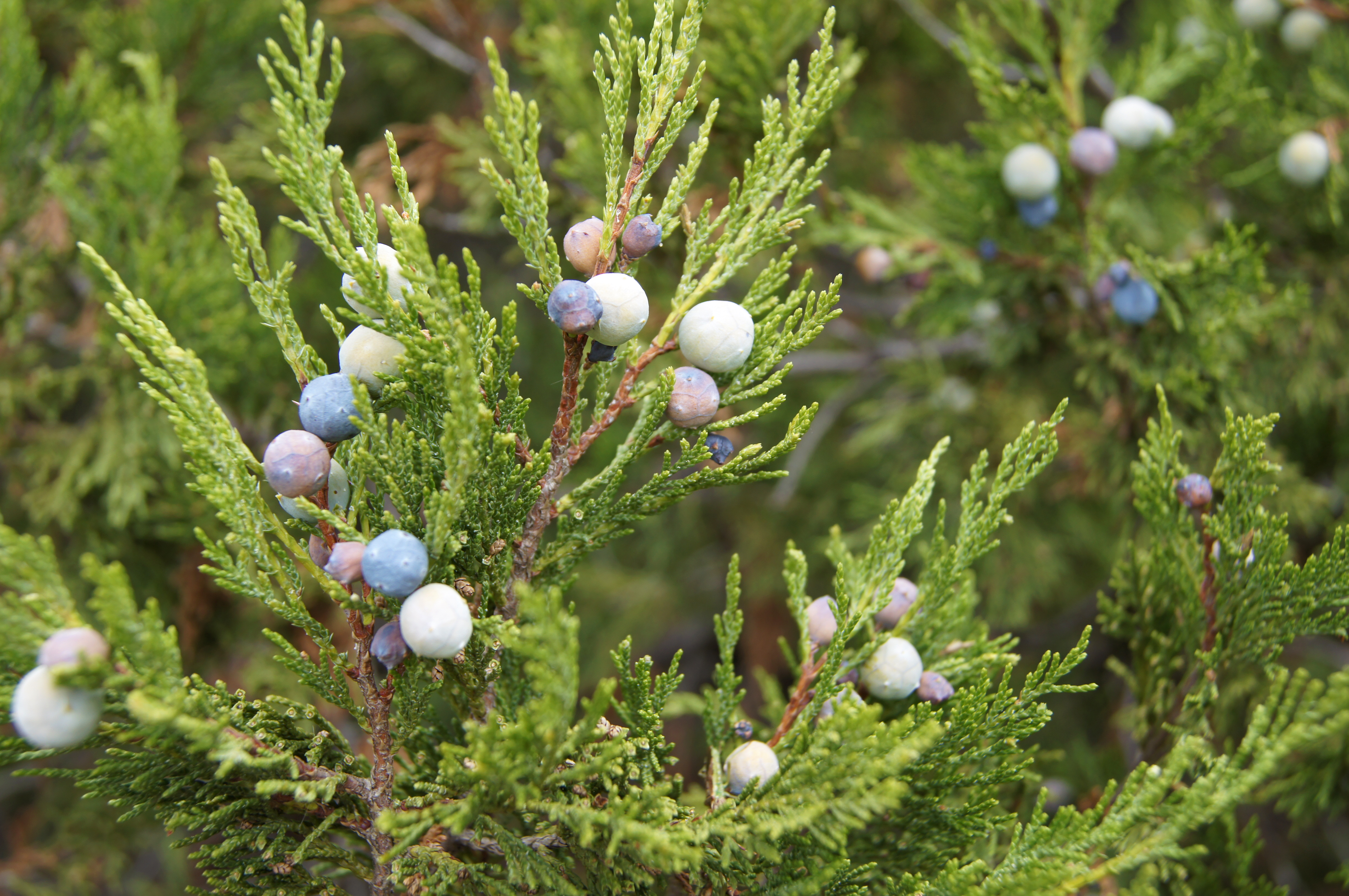

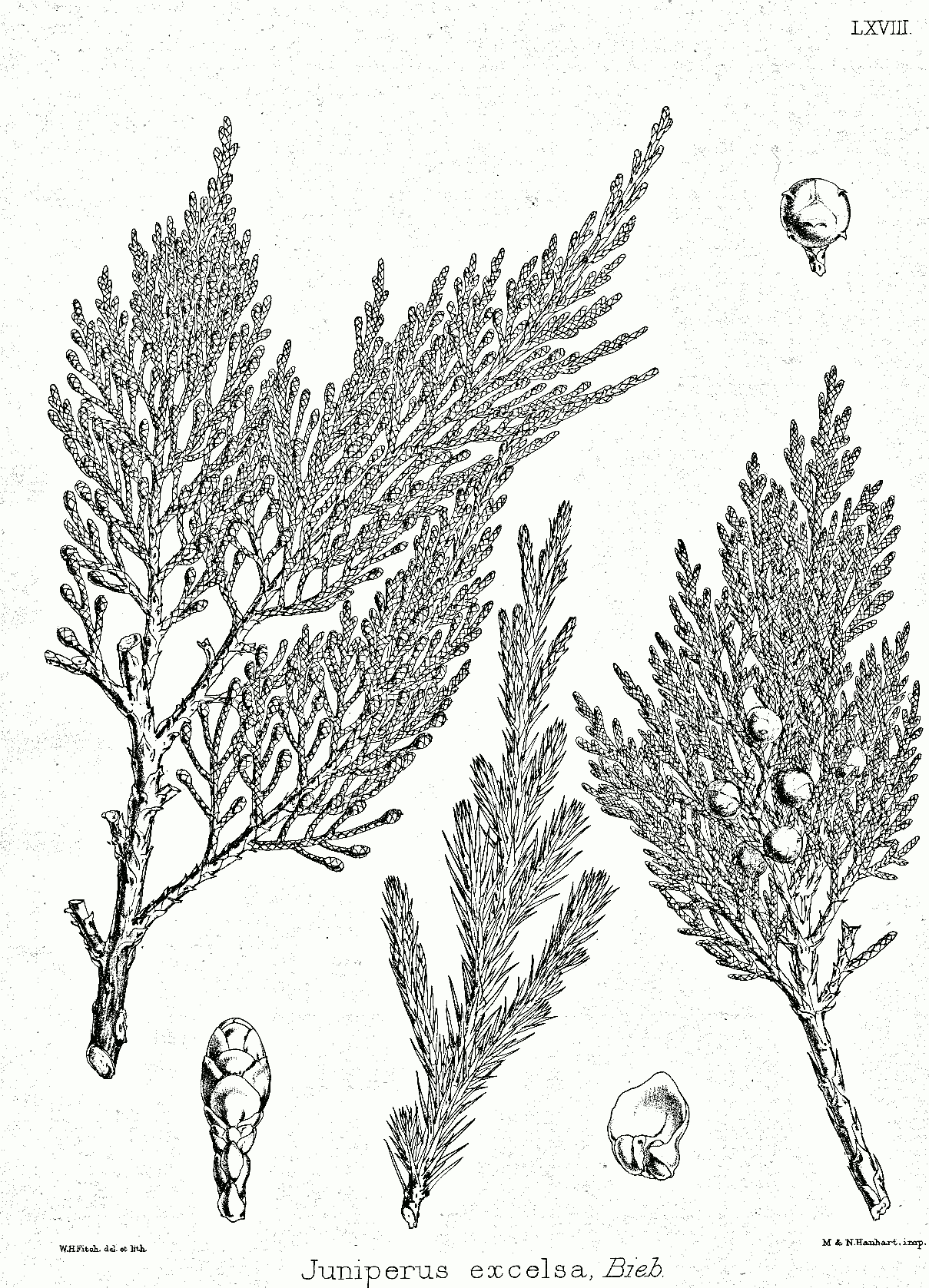
Morfologia

Jałowiec grecki, jałowiec wyniosły (Juniperus excelsa M. Bieb.) – gatunek rośliny z rodziny cyprysowatych (Cupressaceae). Rośnie dziko w południowo-wschodniej i wschodniej Europie (Albania, Macedonia, Grecja, Rumunia, Krym) oraz niektórych rejonach Azji (Oman, Cypr, Liban, Syria, Turcja, Armenia, Azerbejdżan, Krasnodar, Kazachstan, Kirgistan, Turkiestan, Tadżykistan,Uzbekistan, Pakistan, Indie).

## Morfologia
Drzewo o piramidalnym pokroju i wysokości do 16 m. Pędy są cienkie, wyrastające na nich  igły mają średnicę poniżej 1mm. Często liście przybierają formę pośrednią między igłami a łuskami. Na większości drzew występują zarówno kwiaty żeńskie, jak i męskie. Szyszkojagody mają średnicę ok. 1 cm, w stanie dojrzałym są purpurowobrunatne.

## Biologia i ekologia
Nad Morzem Śródziemnym rośnie w lasach iglastych i mieszanych, na stepach, alpejskich piargach i morenach. Jego pionowy zasięg wynosi 100 – 3000, a nawet 3950 m n.p.m. Zazwyczaj występuje na suchych zboczach gór na podłożu wapiennym w pobliżu wybrzeża, ale spotykany jest także w głębi kontynentu, w górach zbudowanych ze skał krzemianowych. W Azji Środkowej występuje głównie w zachodniej części licznych pasm górskich w towarzystwie innych gatunków jałowców: Juniperus semiglobosa, Juniperus pseudosabina. Często spotykany jest także na północnych stokach gór wraz ze świerkiem Picea schrenkiana.

## Zastosowanie
- Drewno jest twarde i trwałe, jednak rośnie powoli. Trzeba około 200 lat, by drzewo osiągnęło rozmiary przydatne do użytku. Używane jest do wyrobu mebli i różnych sprzętów gospodarstwa domowego[4].
- Drewno jest używane na opał[4].
- Jałowiec grecki był przedmiotem wielu badań z zakresu etnobotaniki[7].
- W medycynie ludowej jest uważany za roślinę leczniczą. Wywar z żeńskich szyszek używany jest do leczenia zaburzeń miesiączkowania u kobiet, bolesnych miesiączek, niepłodności i torbieli macicy. W prowincjach Kohgilūyé va Boyer-Ahmad natomiast doustnie spożywane szyszki stosowane są przez mężczyzn do leczenia chorób prostaty[7].
- Mieszkańcy prowincji Isfahan dymem z jałowca greckiego okadzają swoje zwierzęta hodowlane, zabijając w ten sposób pasożyty w ich skórze[7].
- Liście są używane jako jeden ze składników kadzidła[4].
- Jest uprawiany jako roślina ozdobna. Ogrodnicy wyhodowali kultywary różniące się pokrojem od typowej formy, np. kolumnowy jałowiec 'Stricta', czy formy karłowate[4].
- W niektórych regionach gałązki z żeńskimi szyszkami są używane do dekoracji[7].

## Udział w kulturze
- W drugiej Księdze Kronik jest cytat: „Nadeślij mi też drzewa cedrowego, cyprysowego i sandałowego z Libanu”. W cytacie tym hebrajskie słowo 'algummîm w Biblii Tysiąclecia przetłumaczono jako drewno sandałowe. Zdaniem niektórych znawców roślin biblijnych słowo to powinno być przetłumaczone jako drewno jałowca greckiego, drewno sandałowe bowiem sprowadzane było z Ofiru w Indiach, a nie z Libanu. Jałowiec grecki rośnie w Libanie wśród cyprysów i cedrów. Prawdopodobnie również jałowiec grecki opisany jest jako szósta roślina w Księdze Izajasza (41,19), on też kryje się pod słowem tidhār w Księdze Ezechiela (27,3-5)[8].
- W niektórych regionach (np. w Azerbejdżanie i Golestanie) drzewo jałowca greckiego jest czczone jako drzewo święte i jest sadzone na cmentarzach[7].